# Kassai Balázs
Kassai Balázs János (Miskolc, 1988. május 31.) pedagógus, író, zenész, parasportoló, dráma- és színház pedagógus.

## Életútja
A megyeszékhelyen működő Kós Károly Építőipari Szakközépiskola elvégzése után (környezetvédelem szak, 2007) a Karrina Szakképző Iskola gyógymasszőr szakán folytatta tanulmányait.
2011–2016 között elvégezte az ELTE Bárczi Gusztáv Gyógypedagógiai Karának gyógypedagógia szakát. Jelenleg szomatopedagógusként, illetve tiflopedagógusként dolgozik egy miskolci szakiskolában, amely speciális igényű diákok oktatásával foglalkozik. Szakterülete a rehabilitációs mozgásfejlesztés és a látásfejlesztés.
Egy kétéves szakirányú képzés keretében 2025-ben oklevelet szerzett a Wesley János Lelkészképző Főiskolán mint dráma- és színházpedagógus.
Első műve – A fákon túl... c. verseskötet – 2009-ben jelent meg. Kilenc évvel később fejezte be első novellakötetét.

### Zenei pályafutása
A 2005-ben megalakult miskolci SKOPE rockzenekar egyik alapító tagja és dobosa volt. A zenekar 2007-ben adta ki az első, Szabadon című demólemezét.

### Parasportoló

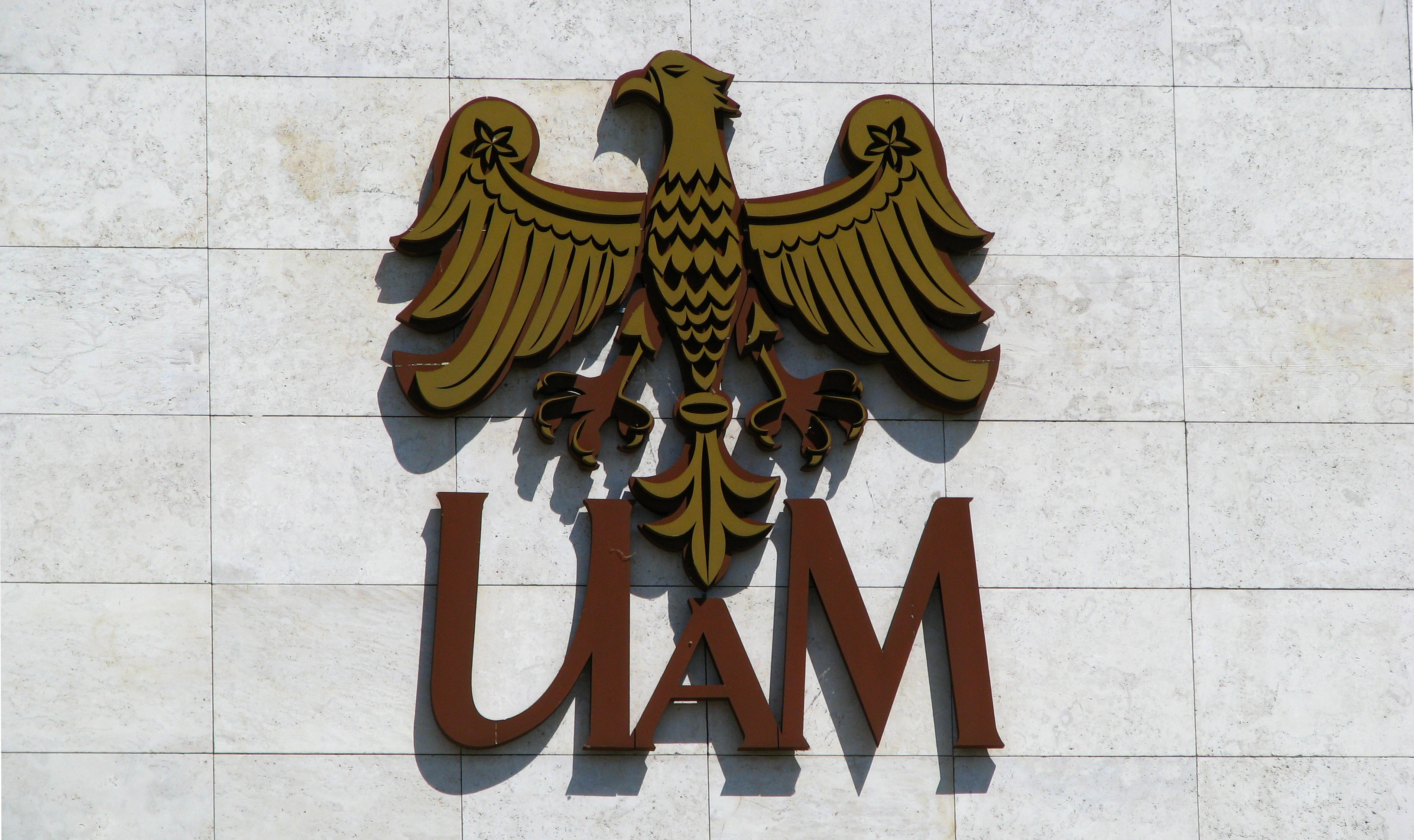
Adam Mickiewicz Egyetem

Parasportolóként főleg úszással foglalkozott, de eredményesen szerepelt bocciában (bocsában) is.
2003-ban a Miskolci Akarat SE sportolójaként részt vett a mozgáskorlátozott úszók számára Pécset megrendezett Nemzeti Bajnokságon. Itt 100 m mellúszásban második lett SB5 kategóriában.
Legnagyobb sportsikerét egy lengyelországi úszóversenyen érte el, mely a poznani Adam Mickiewicz Egyetemen került megrendezésre 2012 májusában. A versenyen több európai ország 121 mozgás-, hallás- vagy látássérült hallgatója indult. Kassai Balázs az ELTE csapatának tagjaként 50 m-es mellúszásban lett első, mozgássérült kategóriában.

## Művei

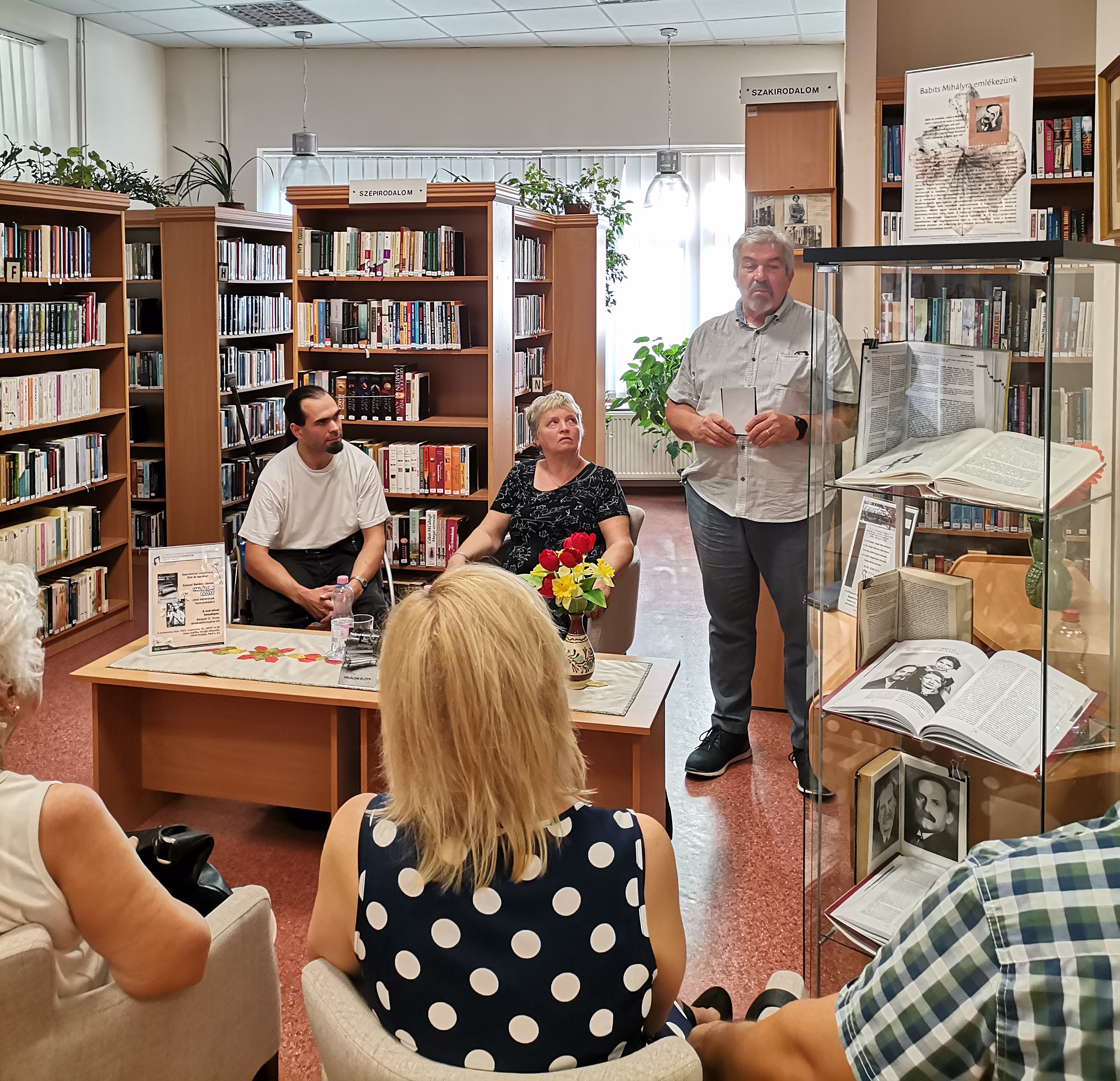
A Halálom előtt c. kötet bemutatója

- A fákon túl.... Miskolc, 2009.[15][16]
- Mi. Miskolc, 2018. (MEK)
- Seprű és Kereszt. Miskolc, 2019. (MEK)
- A Rákóczi kincseskamra. Miskolc, Bíbor Kiadó, 2019. ISBN 978-615-5536-80-9
- Halálom előtt. Miskolc, Bíbor Kiadó, 2022. ISBN 978-615-6387-07-3
- Mélyen. K.B.J. gondolatfestménye. Miskolc, Bíbor Kiadó, 2023. ISBN 978-615-6387-13-4
- Képfények (Vég nélkül). Miskolc, 2024. (MEK)

## Érdekességek
1997-ben szerepelt a Cimbora magazinműsor egyik adásában. A 25 perces filmet – Cimborám: Kassai Balázs – 1997. június 10-én mutatta be az MTV M1 csatornája.

### Könyvbemutatók és egyéb rendezvények

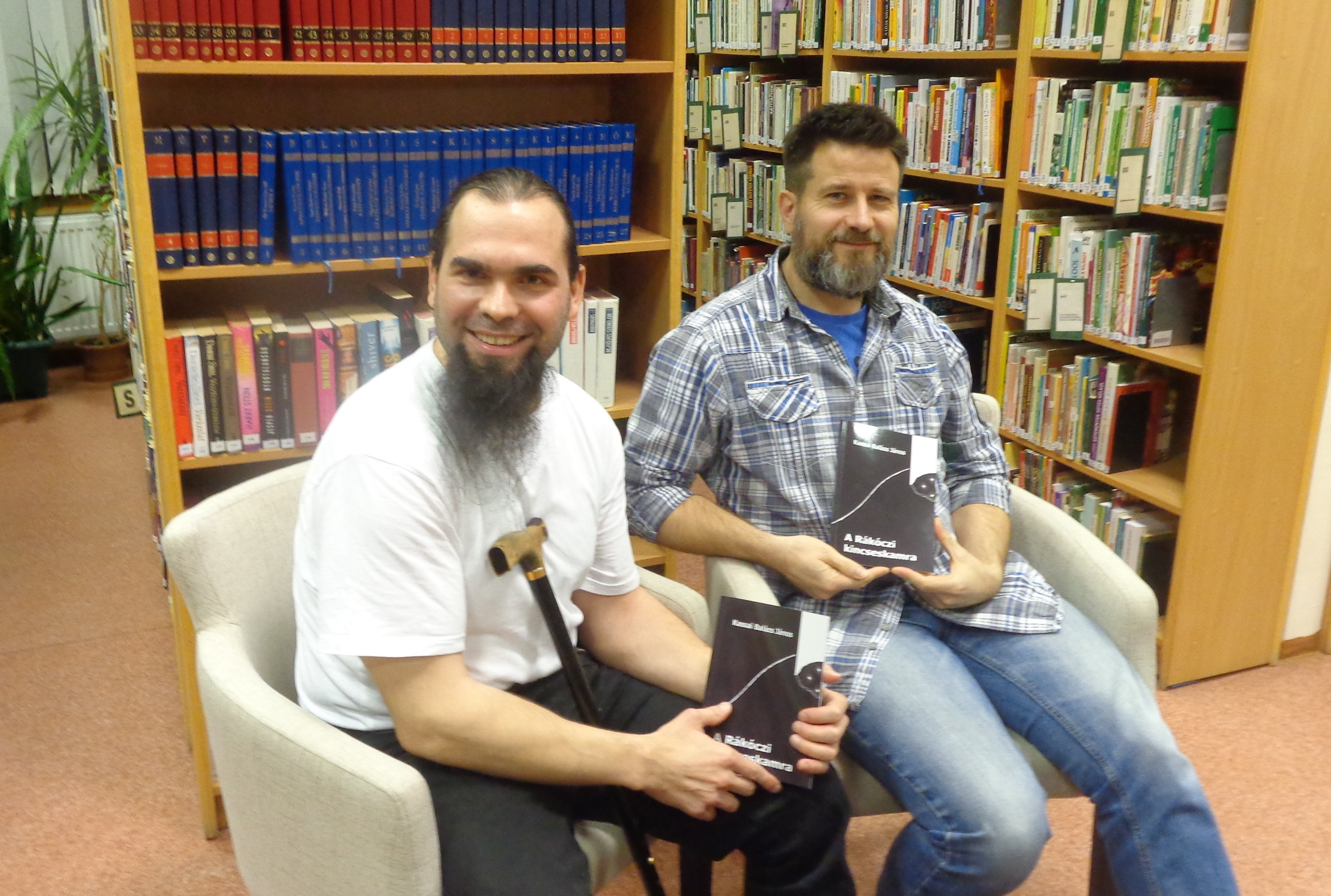
2020
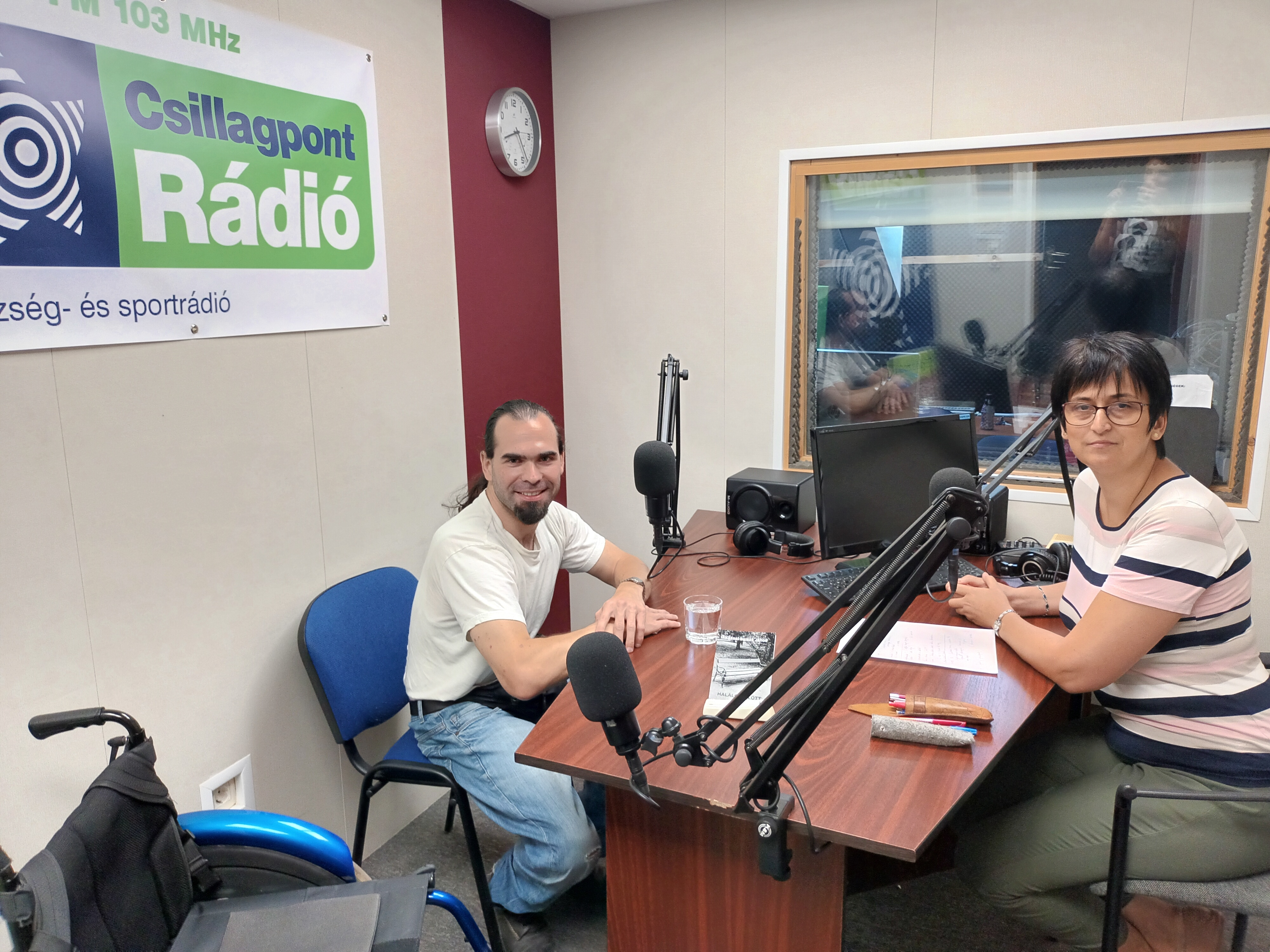
Csillagpont Rádió
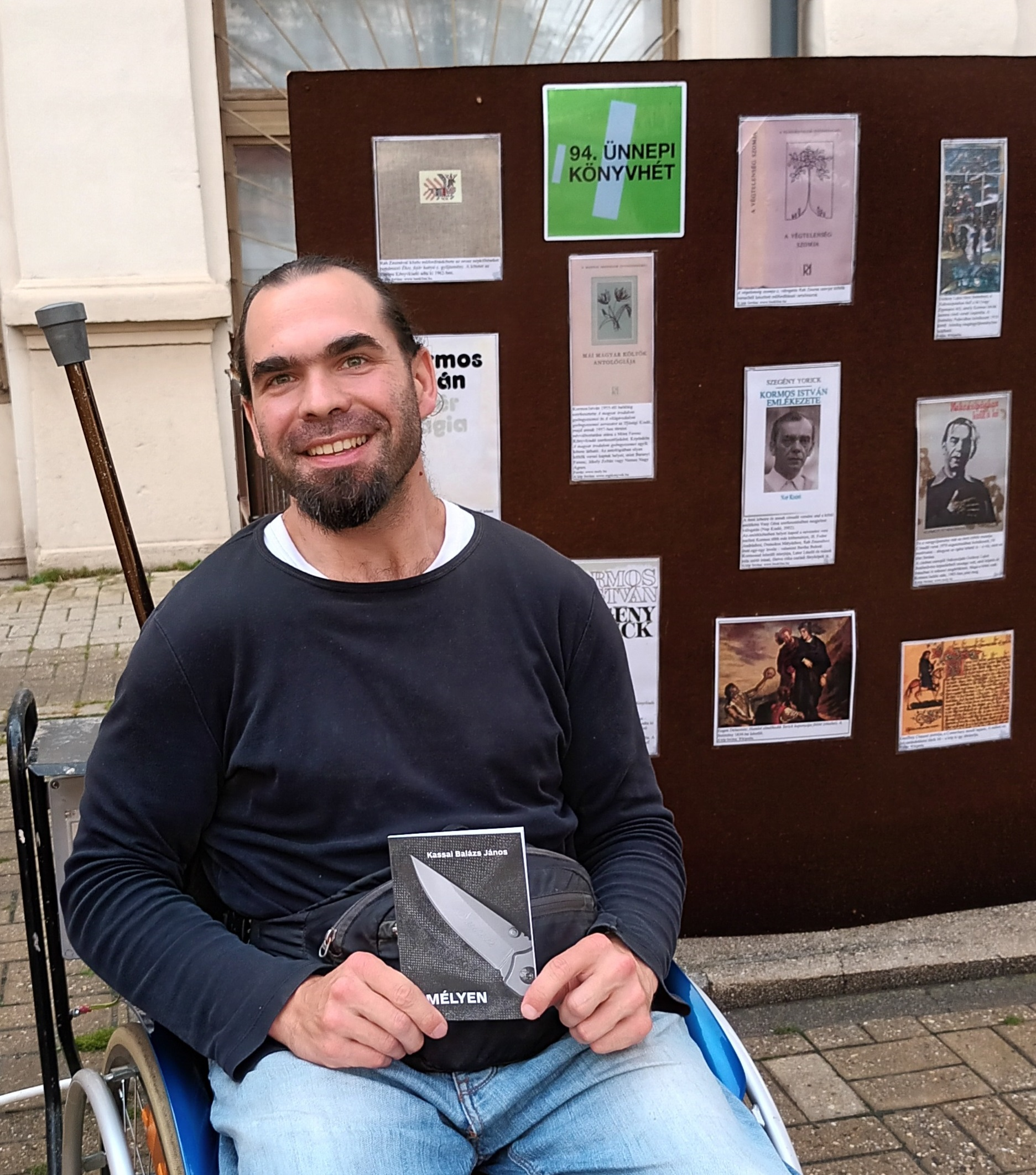
A 94. Ünnepi Könyvhét rendezvényén
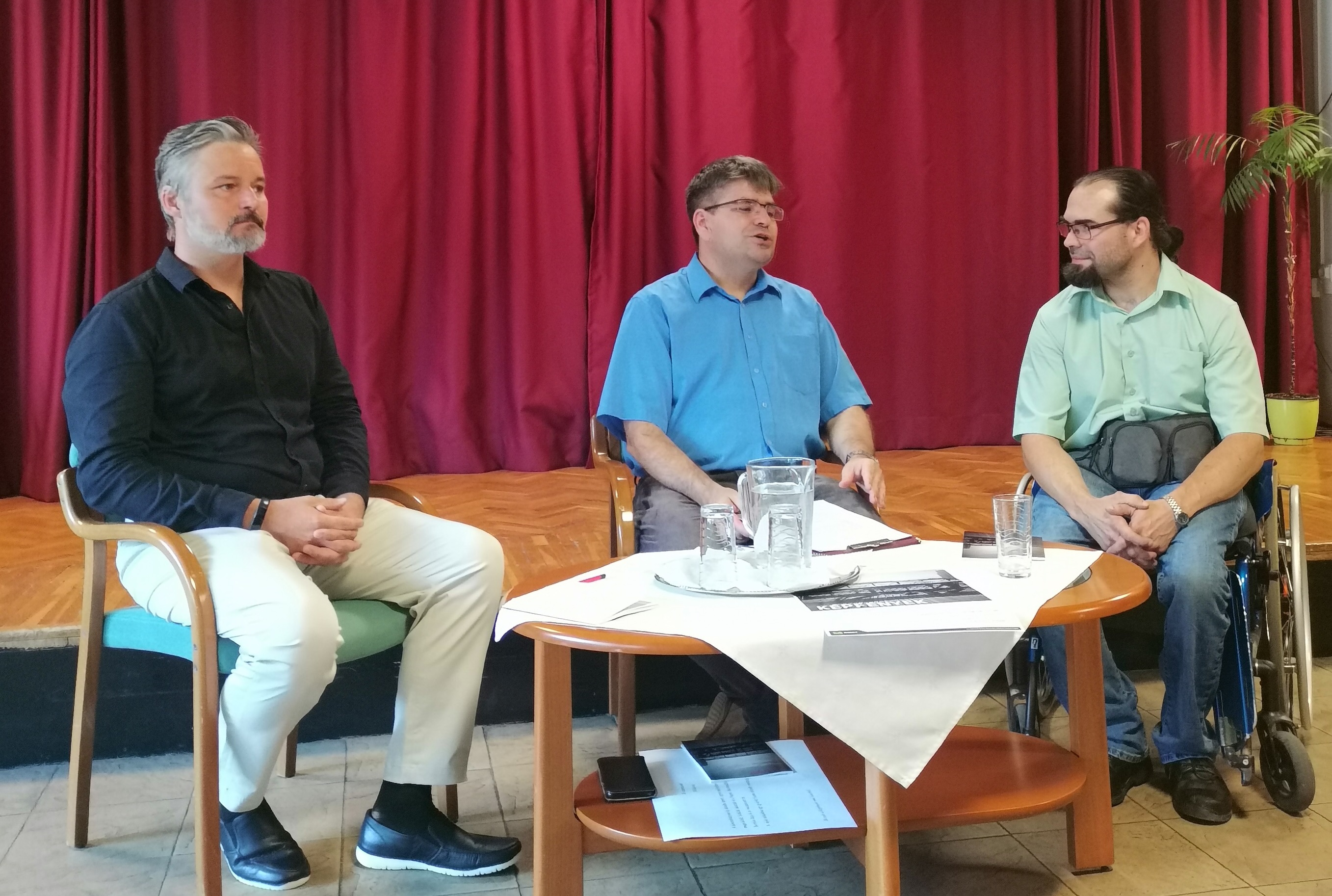
2024
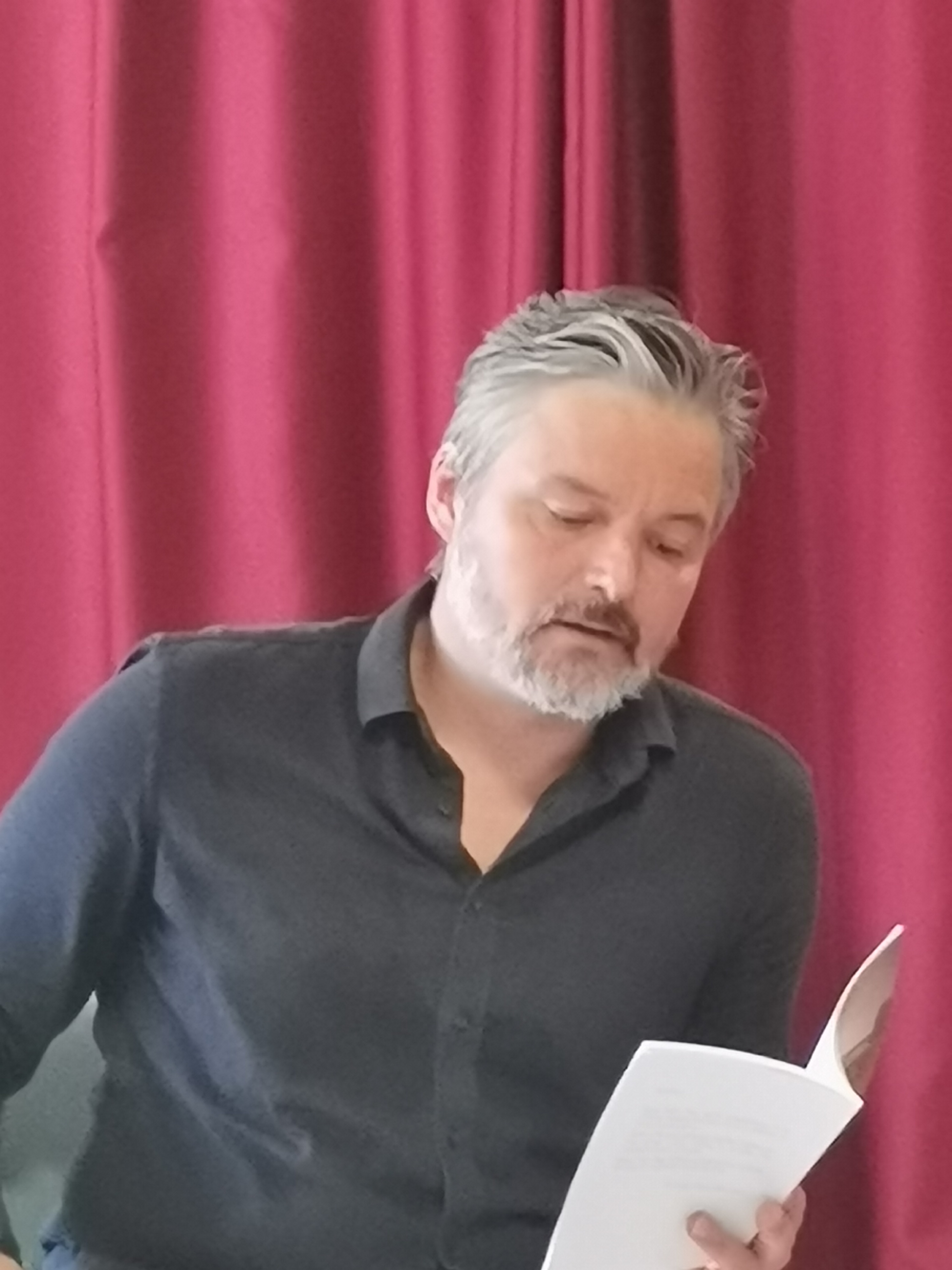
Lajos András színművész felolvas a Képfények c. könyvből

### Videók
- Beszélgetés a Csillagpont Rádióban. facebook.com. (Hozzáférés: 2022. szeptember 12.)
- Beszélgetés a Miskolci TV Kézenfogva c. műsorában. minap.hu. (Hozzáférés: 2023. február 26.)

### Podcastok
- Harcban a tájékozatlanság ellen. boon.hu. (Hozzáférés: 2023. február 13.)

- Beszélgetés Szász Anikóval, a Csillagpont Rádió munkatársával. Csillagpont Rádió. (Hozzáférés: 2024. szeptember 22.)